# Fonction sombrero
 (décembre 2021).
Si vous disposez d'ouvrages ou d'articles de référence ou si vous connaissez des sites web de qualité traitant du thème abordé ici, merci de compléter l'article en donnant les références utiles à sa vérifiabilité et en les liant à la section « Notes et références ».

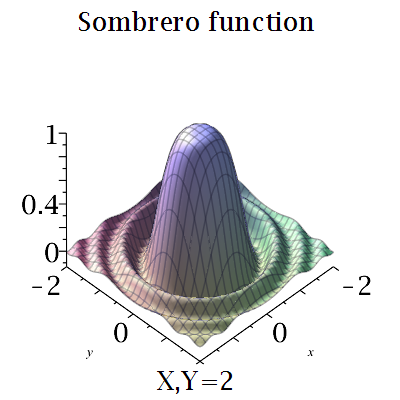
Fonction sombrero 3D

Une fonction sombrero (parfois appelée fonction besinc ou fonction jinc) est l'analogue bidimensionnel en coordonnées polaires de la fonction sinc et est ainsi appelée parce qu'elle a la forme d'un sombrero. Cette fonction est fréquemment utilisée dans le traitement d'images. Elle peut être définie via la fonction de Bessel du premier type où ρ2 = x2 + y2 .
{\displaystyle \operatorname {somb} (\rho )={\frac {2J_{1}(\pi \rho )}{\pi \rho }}} .
Le facteur de normalisation 2 fait somb(0) = 1. Parfois, le facteur π est omis, ce qui donne la définition alternative suivante :
{\displaystyle \operatorname {somb} (\rho )={\frac {2J_{1}(\rho )}{\rho }}.}
Le facteur 2 est également souvent omis, donnant encore une autre définition et faisant que le maximum de la fonction est de 0,5 :
{\displaystyle \operatorname {somb} (\rho )={\frac {J_{1}(\rho )}{\rho }}.}

## Propriétés
Dérivée
On a :
{\displaystyle {\frac {\mathrm {d} }{\mathrm {d} \rho }}\left({\frac {J_{1}(\rho )}{\rho }}\right)=-{\frac {J_{2}(\rho )}{\rho }}}
Équivalents
On a:
{\displaystyle {\frac {J_{1}(\rho )}{\rho }}\ {\underset {\rho \rightarrow 0}{\sim }}\ {\frac {1}{2}}\cos \left({\frac {\rho }{2}}\right)\ {\underset {\rho \rightarrow 0}{\sim }}\ {\frac {1}{2}}\left(1-{\frac {\rho ^{2}}{8}}\right)\quad ,\quad {\frac {J_{1}(\rho )}{\rho }}{\underset {\rho \rightarrow \infty }{\sim }}{\frac {1}{2}}\cos \left(|\rho |-{\frac {3\pi }{4}}\right){\sqrt {\frac {2}{\pi |\rho |^{3}}}}}
Transformée de Fourier
La transformée de Fourier de la fonction sombrero est :
{\displaystyle {\mathcal {F}}(\mathrm {somb} )(f)={\frac {\sqrt {1-f^{2}}}{\pi }}1\!\!1_{]-1;1[}(f).}

## Applications
La transformée de Fourier de la fonction cercle 2D est une fonction sombrero. Celle-ci apparaît donc dans le profil d'intensité de la diffraction d'un champ lointain par une ouverture circulaire, qu'on appelle une tache d'Airy.